# 高山市立宮小学校
高山市立宮小学校 （たかやましりつ みやしょうがっこう）は、岐阜県高山市にある公立小学校。
校区は高山市一之宮町（旧・大野郡宮村）である。

## 沿革
- 1873年（明治6年） - 位山学校が開校。
- 1875年（明治8年） - 宮村、阿多粕村、渚村、長淀村、木賊洞村、引下村、小坊村、有道村、無数河村、山梨村、久々野村、山之口村が合併し、位村が発足。
- 1883年（明治16年） - 位村が分割[注釈 1]され、宮村が発足。
- 1886年（明治19年） - 位山小学校に改称する。
- 1888年（明治21年） - 宮尋常小学校に改称する。
- 1892年（明治25年） - 現在地に移転する。
- 1898年（明治31年） - 校舎を増築する。
- 1941年（昭和16年） - 宮国民学校に改称する。
- 1947年（昭和22年） - 宮村立宮小学校に改称する。
- 1977年（昭和52年） - 新校舎（鉄筋コンクリート造3階建）が完成。
- 2005年（平成17年）2月1日 - 宮村が高山市に編入される。同時に高山市立宮小学校に改称する。

## その他
- 1898年に増築された校舎は、1977年に宮村民俗資料館として使用された後、2003年に日本昭和村（現・ぎふ清流里山公園）に移築され、「やまびこ学校　なつかしの暮らしパビリオン」（現・やまびこ学校）となっている[1]。